# Imre Farkas
Imre Farkas (Budapeste, 23 de junho de 1935 – 10 de agosto de 2020) foi um canoísta húngaro especialista em provas de velocidade.

## Carreira
Foi vencedor da medalha de bronze em C-2 10000 m em Melbourne 1956, junto com o seu colega de equipa József Hunics.
Foi vencedor da medalha de bronze em C-2 1000 m em Roma 1960, junto com o seu colega de equipa András Törő.

## Morte
Morreu no dia 10 de agosto de 2020.